# セドリック・イッテン
セドリック・イッテン（Cedric Itten、1996年12月27日 - ）は、スイスのサッカー選手。スイス代表。BSCヤングボーイズ所属。ポジションはFW。

## クラブ歴
2003年にFCブラック・スターズ・バーゼルの下部組織でサッカーを始めた。翌年にBSCオールド・ボーイズの下部組織に移籍。2007年2月にFCバーゼルの下部組織に移籍、2013-14シーズンに3部所属のU-21チームで選手初出場を記録した。2015年8月21日にプロ契約を締結しトップチームに昇格した。
2016年2月21日にスーパーリーグ初出場。4月13日にスーパーリーグ初得点を記録した。ウルス・フィッシャー監督の下、2015-16シーズンは優勝した。
2016年6月18日にFCルツェルンに期限付き移籍。2017年6月23日にはバーゼルとの契約を2020年6月30日まで延長、ルツェルンへの期限付き移籍ももう1シーズン延長された。しかしバーゼルが振るわなかったため、9月13日にレンタルバックとなった。同月17日のスイス・カップで復帰後初得点を早速あげたが、リーグ戦では10試合2得点に止まった。
2018年1月にFCザンクト・ガレンに期限付き移籍。同年夏に完全移籍した。
2020年8月4日に4年契約でレンジャーズFCに完全移籍。移籍金は270万ポンドと見積もられている。同月9日に移籍後初出場 、27日に移籍後初得点を記録した。
2021年8月31日、SpVggグロイター・フュルトへの買取オプション付きの1年間のローン移籍が発表された。
2022年1月12日、SpVggグロイター・フュルトとのローン契約を打ち切り、レンジャーズFCに復帰することが発表された。

## 代表歴
年代別代表としてはU-18代表からの出場経験がある。
2019年11月15日に行われたUEFA EURO 2020予選・グループDのジョージア代表戦で途中出場しスイス代表初出場を記録すると、この試合唯一となる得点をあげて代表初得点および勝利に貢献した。その3日後のジブラルタル代表戦でも2得点を記録した。